# Unió Democràtica d'Eslovàquia
La Unió Democràtica d'Eslovàquia (en eslovac Demokratická únia Slovenska, DEÚS) va ser un partit polític de centredreta d'Eslovàquia. Fundat el 23 d'abril de 1994 per Jozef Moravčík, que seria poc després Primer Ministre. A les eleccions legislatives del mateix any el partit obtindria un 8.6% dels vots i 15 escons.
Un any més tard, el 25 de març de 1995, el partit es fusionaria en la nova Unió Democràtica, la qual participaria en la Coalició Democràtica Eslovaca al 1998, fusionant-se al seu torn l'any 2000 en el nou partit Unió Democràtica i Cristiana Eslovaca – Partit Democràtic.

## Resultats electorals
| Any  | Vots    | %    | Escons   | +/- |
| ---- | ------- | ---- | -------- | --- |
| 1994 | 246,444 | 8.57 | 15 / 150 | Nou |